# حسنعلی فروزان

سرهنگ حسنعلی فروزان

سرهنگ حسنعلی فروزان استاد دانشکده فرماندهی و ستاد ارتش و چهارمین فرمانده ژاندارمری پس از انقلاب ۱۳۵۷ بود.
فروزان بعد از قاسمعلی ظهیرنژاد به سمت فرماندهی ژاندارمری انتخاب شده و به مدت یک سال در این مسئولیت قرار داشت. وی از همراهان و همکاران محمدولی قرنی نخستین رئیس ستاد ارتش در ستاد مشترک پس از انقلاب بود.
او در دوره ریاست ستاد سرلشکر محمدولی قرنی مسئولیت کمیته بررسی صلاحیت امرا و فرماندهان ارتش را بر عهده داشت و رئیس دفتر سپهبد قرنی بود.
سرهنگ فروزان در خصوص ناآرامی‌های پس از انقلاب در کردستان از سوی شورای انقلاب مأمور به بررسی این ناآرامی‌ها و ارایه گزارش به شورا انقلاب شد.

## انتصاب به ریاست ژاندارمری
سرهنگ فروزان سپس در شهریور ۱۳۵۹ از سوی روح‌الله خمینی به فرماندهی ژاندارمری کل کشور منصوب شد. او پس از شروع جنگ در ۲۷ مهرماه ۵۹ پایه‌گذار و فرمانده ستاد اروند شد که این پایگاه نقش مؤثری در جلوگیری از سقوط و تصرف دزفول به دست عراق داشت.از دیگر فعالیت‌های سرهنگ فروزان می‌توان به شرکت در نبرد کوی ذوالفقاری آبادان و پیروزی در این نبرد به همراه سایر مدافعان آبادن مانند: سرهنگ شکرریز، سرگرد حسنی سعدی (سر لشکر و فرمانده بعدی نیروی زمینی)، سرگرد (سرلشکر شهید) حسن اقارب‌پرست هماهنگ‌کننده نیروهای مردمی، سرگرد شاهین راد (فرمانده گردان ۱۴۴ پیاده و فرمانده بعدی لشکر ۲۱ حمزه) سرگرد کهتری (فرمانده گردان ۱۵۳ از لشکر ۷۷خراسان وسرتیپ و فرمانده بعدی قرارگاه غرب) ناخدا صمدی، ناخدا ضرغامی و ناخدا خلیل احمدی (فرمانده تکاوران دریایی) اشاره کرد. این نبرد زمینه‌ساز شکست حصر آبادان شد.